# أسفلورفن
أسفلورفن (بالانجليزية: Acifluorfen ) هو مبيد اعشاب فعال ضد الحشائش عريضة الاوراق والاعشاب. وهو يستخدم زراعيًا في حقول فول الصويا، الفول السوداني، البازيلاء والأرز.

## السلامة
في ولاية كاليفورنيا الأمريكية، أسفلورفن مدرج على انه «معروف لدى الولاية انه يسبب السرطان أو السمية الإنجابية» بالاسناد إلى اقتراح 65.